# Морреге
Морреге (нем. Moorrege) — община в Германии в земле Шлезвиг-Гольштейн. 
Входит в состав района Пиннеберг. Подчиняется управлению Морреге.  Население составляет 4110 человек (на 31 декабря 2010 года). Занимает площадь 10,76 км².